# Bataille de Het Molentje
 (février 2021).
Si vous disposez d'ouvrages ou d'articles de référence ou si vous connaissez des sites web de qualité traitant du thème abordé ici, merci de compléter l'article en donnant les références utiles à sa vérifiabilité et en les liant à la section « Notes et références ».
La bataille de Het Molentje est un combat de la Seconde Guerre mondiale qui tire son nom d'un quartier de Moerkerke "Het Molentje".
Les troupes alliées après le débarquement de Normandie avaient libéré une partie de la Belgique et continuaient leur progression vers le port d'Anvers.
Hitler avait donné ordre de renforcer les défenses pour empêcher la poussée des Alliés et les troupes allemandes avaient renforcé leur dispositif le long du canal Léopold et du canal de Schipdonk avec notamment de l'artillerie et des armes antichars.
Dans la matinée du 10 septembre 1944 l'armée allemande dynamita les ponts sur les canaux et ouvrit aussi les vannes de manière que les prés soient inondés. Le 12 elle détruisit aussi le clocher de l'église de Moerkerke sise de l'autre côté du canal afin qu'elle ne puisse servir de point d'observation. De la même manière les chars canadiens de l'armée alliée canonnèrent le même jour le moulin de Moerkerke qu'ils croyaient un avant-poste d'observation des Allemands.
Les combats durèrent la journée et la nuit du 13 septembre. Les Canadiens sont regroupés du côté de Sijsele, les Allemands du côté de la mer du Nord. Un peu plus de quatre cents soldats de l'infanterie canadienne réussirent à franchir le canal dans la nuit et à créer une tête de pont sans pour autant réussir à monter la passerelle qui permettrait aux chars de passer. L'objectif stratégique était d'avancer pour libérer Anvers qui permettrait un approvisionnement plus facile des opérations de guerre.
Une dure résistance allemande amènera des combats au corps à corps dans le village, les civils étant réfugiés dans les caves de leurs demeures. Finalement les troupes canadiennes durent battre en retraite.
La percée ne sera réalisée un peu plus à l'est qu'à la fin octobre.
Une rue de Moerkerke commémore la bataille en hommage aux troupes canadiennes, la "Algonquinstraat" de même qu'un monument le "Het Molentje" construit à la mémoire des soldats et civils morts les 13 et 14 septembre 1944.